# Petar Ađanski
Petar Ađanski (Žarkovo (Belgrado), 16 april 1947) is een Joegoslavisch voormalig voetballer die als keeper speelde.

## Loopbaan
Hij begon bij Rode Ster Belgrado maar kwam enkel tot het tweede team. Van 1966 tot januari 1975 speelde hij voor FK Sutjeska Niksic. Hij speelde vervolgens een paar maanden voor KF Trepça en tot eind 1975 voor FK Borac Banja Luka. Ađanski kwam halverwege het seizoen 1975-1976 vanuit Joegoslavië naar FC Eindhoven.
In de zomer van 1980 volgde een transfer naar Willem II. Twee seizoenen later stapte hij ten slotte over naar Helmond Sport. Bij deze club sloot Ađanski medio 1983 zijn sportieve loopbaan af.
Na zijn periode als speler van Helmond Sport concentreerde hij zich met succes op zijn Balkan restaurant in Helmond. Ook was hij keeperstrainer, onder meer bij FC Eindhoven en N.E.C..